# Panker
Panker è un comune di 1 379 abitanti dello Schleswig-Holstein, in Germania.
Appartiene al circondario (Kreis) di Plön (targa PLÖ) ed è parte della comunità amministrativa (Amt) di Lütjenburg.

## Storia
Panker viene chiamata Pankuren nelle prime testimonianze scritte del 1433, un nome di origine slava. Le terre di Panker, insieme al castello di Panker, erano il feudo della potente famiglia di Rantzau, prima di essere acquistate nel 1739 da Federico I di Svezia, nato erede del Langraviato d'Assia-Kassel, per i suoi figli illegittimi, con il titolo di conte di Hessenstein. Il castello è tuttora di proprietà della casato d'Assia.